# Madihalli, Alur
Madihalli là một làng thuộc tehsil Alur, huyện Hassan, bang Karnataka, Ấn Độ.